# コンパイルハート
株式会社コンパイルハート（英: COMPILE HEART Inc.）は、日本のゲーム会社。アイディアファクトリー株式会社の子会社。

## 概要
元データイースト社員の桑名真吾によって、アイディアファクトリー株式会社の関連子会社として設立された。主な作品に『ネプテューヌシリーズ』、『アガレスト戦記』シリーズ、『圧倒的遊戯 ムゲンソウルズ』シリーズなどがある。また、2018年にはバーチャルYouTuberのいるはーとの開発にも携わっている。
2010年10月28日以降、かつて存在したゲームメーカー「コンパイル」の『ぷよぷよ』シリーズを除くコンシューマゲームソフトの営業権をD4エンタープライズより取得している（ライセンシー契約）。

### 旧コンパイルとの関係
創業時、旧コンパイルやアイキの代表を務めた仁井谷正充を起用してゲームの監修を行っていたが、2006年12月5日をもって監修契約を解除し、コンパイルハートの商品と仁井谷との関係は一切無くなることを告知した。なお、仁井谷はその後独自にコンパイル丸を2016年に設立している。
2010年10月28日に、「コンパイル」が製作販売を行ったコンシューマゲームソフト（テレビゲーム、および携帯用ゲーム）全般の営業権 をD4エンタープライズより取得（ライセンシー契約）、「旧コンパイルの版権を活かした展開を行う」との発表を行った。同社の公式サイトにて旧コンパイルの社名ロゴがコンパイルハートと並んで表記されている。ただし、セガ（後のセガホールディングス）が権利を保有するパズルゲーム『ぷよぷよ』シリーズ、エムツーが権利を保有するシューティングゲーム『アレスタ』シリーズ は取得対象に含まれていない。

## ブランドタイトルの種類
一部の作品はNintendo SwitchやSteamに移植されており、「神獄塔 メアリスケルター2 for Nintendo Switch」が初のNintendo Switch用パッケージソフトとなっている。
IDEA FACTORY INTERNATIONAL
- 第1弾タイトル「クロバラノワルキューレ」2016年7月21日発売（PS4専用ソフト、2018年4月11日にSteam版発売）

電パイル：『電撃PlayStation』との共同プロジェクトブランド
- 第1弾タイトル「塔亰Clanpool」2017年10月5日発売（PS vita専用ソフト）
- 第2弾タイトル「神獄塔 メアリスケルター2」2018年7月12日発売（PS4版）

"電パイル"ブランド関連タイトル
- ネプテューヌシリーズ（最新作は8月6日発売の「ブイブイブイテューヌ」）
- 「神獄塔 メアリスケルター2 for Nintendo Switch」（2019年8月22日発売）
- 「神獄塔 メアリスケルターFinale」2020年11月5日発売（PS4&Nintendo Switch用ソフト）

魔界1番館
- 第1弾タイトル「魔壊神トリリオン」2015年7月23日発売（PS vita専用ソフト）
- 第2弾タイトル「メイQノ地下二死ス」2015年12月17日発売（PS vita専用ソフト）

ガラパゴスRPG：「全体的な利益を求めず、日本の特定のユーザーだけに売れればそれでいい」という目的で設立されたプロジェクトブランド
- 第1弾タイトル「フェアリーフェンサー エフ」2013年10月10日発売（PS3専用ソフト）
- 第2弾タイトル「オメガクインテット」2014年10月2日発売（PS4専用ソフト）
- 第3弾タイトル「フェアリーフェンサー エフ ADVENT DARK FORSE」2015年11月5日発売（PS4専用ソフト、2017年2月15日にSteam版発売、2019年6月27日にNintendo Switch版配信）
- 第4弾タイトル「Death end re;Quest」2018年4月12日発売（PS4専用ソフト、2019年5月17日にSteam版発売、2020年12月24日にNintendo Switch版配信）
- 第5弾タイトル「竜星のヴァルニール」2018年10月11日発売（PS4専用ソフト、2019年10月9日にSteam版発売、2021年春にNintendo Switch版発売予定）
- 第6弾タイトル「アークオブアルケミスト」2019年2月7日発売（PS4専用ソフト、同年10月10日にNintendo Switch版発売）
- 第7弾タイトル「Death end re;Quest2」2020年2月13日発売（PS4専用ソフト、同年8月19日にSteam版発売）

ガラパゴスRPG evolve：2022年から改題
- 新1弾タイトル「フェアリーフェンサー エフ Refrain Chord」2022年9月15日発売予定（PS4、PS5、Nintendo Switch専用ソフト）

## キャラクターデザインを担当した社内イラストレーター
- 平野克幸 - 主な参加作品 "限界凸騎"シリーズ、「ブイブイブイテューヌ」（キャラクターリファインデザイン）、「竜星のヴァルニール」（ラポネット、チキータ、コーベリア）など
- つなこ（元社員） - 主な参加作品 ネプテューヌシリーズ、デート・ア・ライブシリーズ、「フェアリーフェンサー エフ」、「竜星のヴァルニール」（シャルロッタ）など
- まなみつ（元社員） - 主な参加作品 「ねぷねぷ☆コネクト カオスチャンプル」（ユリーナ、DCD）、「塔京Clanpool」、「竜星のヴァルニール」（ミネッサ、ファル、モネ）
- 迷宮りるる（元社員） - 主な参加作品 「竜星のヴァルニール」（ゼフィ、プチトット）
- ナナメダケイ - 主な参加作品 「圧倒的遊戯 ムゲンソウルズ」シリーズ、「Death end re;Quest」シリーズ、「神獄塔 メアリスケルター」シリーズ、「魔壊神トリリオン」など
- 烏丸瓜 - 主な参加作品 「閃乱忍忍忍者大戦ネプテューヌ -少女達の響艶-」（ユウキ、あある姫、鴉のゴウ、ヨウ＝ゲイマ、テツコ、妖壺太夫）、「ザレスタ」

## タイトル一覧

### コンソールゲーム機
| 発売年   | 発売日                                        | タイトル                                                           | プラットフォーム                            | 備考                                                         |
| -------- | --------------------------------------------- | ------------------------------------------------------------------ | ------------------------------------------- | ------------------------------------------------------------ |
| 2006年   | 9月28日                                       | アストニシアストーリー                                             | PlayStation Portable                        |                                                              |
| 2006年   | 11月16日                                      | ヴルカヌス                                                         | PlayStation Portable                        |                                                              |
| 2007年   | 4月26日                                       | ローグ ハーツ ダンジョン                                           | PlayStation 2                               |                                                              |
| 2007年   | 6月21日                                       | BLACK CAT 黒猫の協奏曲                                             | ニンテンドーDS                              |                                                              |
| 2007年   | 8月9日                                        | しゃるうぃ〜☆たころん                                              | Wii                                         |                                                              |
| 2007年   | 8月23日                                       | クイズ&バラエティ すくすく犬福2 〜もっとすくすく〜                 | PlayStation 2                               |                                                              |
| 2007年   | 8月30日                                       | ONI零 戦国乱世百花繚乱                                             | ニンテンドーDS                              |                                                              |
| 2007年   | 9月13日                                       | メガゾーン23 青いガーランド                                        | PlayStation 3                               |                                                              |
| 2007年   | 9月27日                                       | アガレスト戦記                                                     | PlayStation 3                               | 共同開発:レッド・エンタテインメント                          |
| 2007年   | 9月27日                                       | 地獄少女 朱蘰                                                      | ニンテンドーDS                              |                                                              |
| 2007年   | 10月25日                                      | THE FROGMAN SHOW DS だって、しょうがないじゃない。                 | ニンテンドーDS                              |                                                              |
| 2008年   | 4月24日                                       | パズルメイトDSシリーズ                                             | ニンテンドーDS                              |                                                              |
| 2008年   | 5月15日                                       | ダンジョン オブ ウインダリア                                       | ニンテンドーDS                              |                                                              |
| 2008年   | 7月17日                                       | 学校の怪談DS                                                       | ニンテンドーDS                              |                                                              |
| 2008年   | 7月31日                                       | DSで読むシリーズ 手塚治虫 火の鳥                                   | ニンテンドーDS                              |                                                              |
| 2008年   | 8月28日                                       | 魔人探偵脳噛ネウロ バトルだヨ! 犯人集合!                           | PlayStation 2                               |                                                              |
| 2008年   | 9月25日                                       | クロスエッジ                                                       | PlayStation 3                               |                                                              |
| 2008年   | 9月25日                                       | 逆境無頼カイジ Death or Survival                                   | ニンテンドーDS                              |                                                              |
| 2008年   | 11月20日                                      | スゴロクロニクル                                                   | Wii                                         |                                                              |
| 2008年   | 11月27日                                      | アガレスト戦記 リアピアランス                                      | Xbox 360                                    | 共同開発:レッド・エンタテインメント                          |
| 2009年   | 6月25日                                       | アガレスト戦記ZERO                                                 | PlayStation 3                               | 共同開発:レッド・エンタテインメント                          |
| 2009年   | 10月1日                                       | クロスエッジ ダッシュ                                              | Xbox 360                                    |                                                              |
| 2010年   | 5月27日                                       | ソ・ラ・ノ・ヲ・ト 乙女ノ五重奏                                    | PlayStation Portable                        |                                                              |
| 2010年   | 7月29日                                       | アガレスト戦記ZERO Dawn of War                                     | Xbox 360                                    | 共同開発:レッド・エンタテインメント                          |
| 2010年   | 8月19日                                       | 超次元ゲイム ネプテューヌ                                          | PlayStation 3                               |                                                              |
| 2010年   | 11月18日                                      | アガレスト戦記2                                                    | PlayStation 3                               | 共同開発:レッド・エンタテインメント                          |
| 2011年   | 8月18日                                       | 超次元ゲイム ネプテューヌmk2                                       | PlayStation 3                               |                                                              |
| 2012年   | 2月23日                                       | たっち、しよっ! 〜Love Application〜                               | PlayStation 3                               |                                                              |
| 2012年   | 3月22日                                       | 圧倒的遊戯 ムゲンソウルズ                                          | PlayStation 3                               |                                                              |
| 2012年   | 6月21日                                       | ハローキティとせかいりょこう! いろんなくにへおでかけしましょ!      | ニンテンドー3DS                             |                                                              |
| 2012年   | 7月19日                                       | アガレスト戦記 Mariage                                             | PlayStation Portable                        | 共同開発:レッド・エンタテインメント、FELISTELLA              |
| 2012年   | 8月30日                                       | 神次元ゲイム ネプテューヌV                                         | PlayStation 3                               |                                                              |
| 2013年   | 1月24日                                       | 限界凸騎 モンスターモンピース                                      | PlayStation Vita                            | 共同開発:ハイド                                              |
| 2013年   | 3月28日                                       | 〜聖魔導物語〜                                                     | PlayStation Vita                            | 開発:ゼロディブ                                              |
| 2013年   | 4月25日                                       | 圧倒的遊戯 ムゲンソウルズZ                                         | PlayStation 3                               |                                                              |
| 2013年   | 6月20日                                       | 神次元アイドル ネプテューヌPP                                      | PlayStation Vita                            | 開発:タムソフト                                              |
| 2013年   | 6月27日                                       | デート・ア・ライブ 凛祢ユートピア                                  | PlayStation 3                               |                                                              |
| 2013年   | 10月10日                                      | フェアリーフェンサー エフ                                          | PlayStation 3                               |                                                              |
| 2013年   | 10月31日                                      | 超次次元ゲイム ネプテューヌRe;Birth1                               | PlayStation Vita                            | 共同開発:FELISTELLA                                          |
| 2014年   | 3月20日                                       | 超次次元ゲイム ネプテューヌRe;Birth2 SISTERS GENERATION            | PlayStation Vita                            | 共同開発:FELISTELLA                                          |
| 2014年   | 5月15日                                       | 限界凸記 モエロクロニクル                                          | PlayStation Vita                            | 共同開発:ゼロディブ                                          |
| 2014年   | 5月29日                                       | 超女神信仰 ノワール 激神ブラックハート                             | PlayStation Vita                            | 開発:スティング                                              |
| 2014年   | 6月26日                                       | デート・ア・ライブ 或守インストール                                | PlayStation 3                               |                                                              |
| 2014年   | 8月28日                                       | 超次元アクション ネプテューヌU                                     | PlayStation Vita                            | 開発:タムソフト                                              |
| 2014年   | 10月2日                                       | オメガクインテット                                                 | PlayStation 4                               |                                                              |
| 2014年   | 12月18日                                      | 神次次元ゲイム ネプテューヌRe;Birth3 V CENTURY                     | PlayStation Vita                            | 共同開発:FELISTELLA                                          |
| 2015年   | 4月23日                                       | 新次元ゲイム ネプテューヌVII                                       | PlayStation 4                               | ※2020年3月19日にNintendo Switch版配信                        |
| 2015年   | 7月23日                                       | 魔壊神トリリオン                                                   | PlayStation Vita                            | 共同開発:プリアップパートナーズ、ゼロディブ                  |
| 2015年   | 7月30日                                       | デート・ア・ライブ Twin Edition 凜緒リンカーネイション             | PlayStation Vita                            |                                                              |
| 2015年   | 9月25日                                       | 限界凸起 モエロクリスタル                                          | PlayStation Vita                            | 共同開発:ゼロディブ                                          |
| 2015年   | 10月15日                                      | 激次元タッグ ブラン+ネプテューヌVSゾンビ軍団                       | PlayStation Vita                            | 開発:タムソフト                                              |
| 2015年   | 11月5日                                       | フェアリーフェンサー エフ ADVENT DARK FORCE                        | PlayStation 4                               | ※2019年6月27日にNintendo Switch版配信                        |
| 2015年   | 11月26日                                      | 超次元大戦 ネプテューヌVSセガ・ハード・ガールズ 夢の合体スペシャル | PlayStation Vita                            | 開発:FELISTELLA                                              |
| 2015年   | 12月17日                                      | メイQノ地下ニ死ス                                                  | PlayStation Vita                            | 共同開発:ゼロディブ                                          |
| 2016年   | 7月21日                                       | クロバラノワルキューレ                                             | PlayStation 4                               |                                                              |
| 2016年   | 8月4日                                        | 限界凸旗 セブンパイレーツ                                          | PlayStation Vita                            | 共同開発:FELISTELLA                                          |
| 2016年   | 10月13日                                      | 神獄塔 メアリスケルター                                            | PlayStation Vita                            | 共同開発:ゼロディブ                                          |
| 2017年   | 2月9日                                        | 四女神オンライン CYBER DIMENSION NEPTUNE                           | PlayStation 4                               | 開発:タムソフト                                              |
| 2017年   | 4月27日                                       | ガンガンピクシーズ                                                 | PlayStation Vita                            | 開発:SHADE                                                   |
| 2017年   | 6月7日                                        | ねぷねぷ☆コネクト カオスチャンプル                                 | PlayStation Vita                            | 2018年8月8日サービス終了                                     |
| 2017年   | 8月24日                                       | 新次元ゲイム ネプテューヌVIIR                                      | PlayStation 4                               |                                                              |
| 2017年   | 9月28日                                       | 限界凸城 キャッスルパンツァーズ                                    | PlayStation 4                               | 共同開発:FELISTELLA                                          |
| 2017年   | 10月5日                                       | 塔亰Clanpool                                                       | PlayStation Vita                            | 共同開発:ゼロディブ                                          |
| 2017年   | 10月12日                                      | デート・ア・ライブ 凜緒リンカーネイション HD                       | PlayStation 4                               |                                                              |
| 2018年   | 4月12日                                       | Death end re;Quest                                                 | PlayStation 4                               |                                                              |
| 2018年   | 5月31日                                       | 超次次元ゲイム ネプテューヌRe;Birth1+                              | PlayStation 4                               |                                                              |
| 2018年   | 7月12日                                       | 神獄塔 メアリスケルター2                                           | PlayStation 4                               | 共同開発:ゼロディブ ※2019年8月22日にNinetndo Switch版発売    |
| 2018年   | 10月11日                                      | 竜星のヴァルニール                                                 | PlayStation 4                               |                                                              |
| 2018年   | 12月20日                                      | 勇者ネプテューヌ 世界よ宇宙よ刮目せよ!! アルティメットRPG宣言!!    | PlayStation 4                               | 開発:Artisan Studios ※2019年7月25日にNintendo Switch版配信   |
| 2019年   | 1月31日                                       | 限界凸記 モエロクロニクルH                                         | Nintendo Switch                             | ※DL版のみ                                                    |
| 2019年   | 2月7日                                        | アークオブアルケミスト                                             | PlayStation 4                               | ※同年10月10日にNintendo Switch版発売                         |
| 2019年   | 6月27日                                       | フェアリーフェンサー エフ ADVENT DARK FORCE for Nintendo Switch    | Nintendo Switch                             | ※DL版のみ                                                    |
| 2019年   | 7月25日                                       | 勇者ネプテューヌ 世界よ宇宙よ刮目せよ!! アルティメットRPG宣言!!    | Nintendo Switch                             | 開発:Artisan Studios ※DL版のみ                               |
| 2019年   | 8月22日                                       | 神獄塔 メアリスケルター2 for Nintendo Switch                       | Nintendo Switch                             | 共同開発:ゼロディブ                                          |
| 2019年   | 8月29日                                       | アズールレーン クロスウェーブ                                      | PlayStation 4                               | 共同開発:FELISTELLA ※2020年9月17日にNintendo Switch版発売    |
| 2019年   | 9月5日                                        | 限界凸起 モエロクリスタルH                                         | Nintendo Switch                             | ※DL版のみ                                                    |
| 2019年   | 9月26日                                       | ガンガンピクシーズHH                                               | Nintendo Switch                             | 開発:SHADE ※DL版のみ                                         |
| 2019年   | 10月10日                                      | アークオブアルケミスト for Nintendo Switch                         | Nintendo Switch                             |                                                              |
| 2020年   | 2月13日                                       | Death end re;Quest2                                                | PlayStation 4                               | ※Steam版は2020年8月19日に配信開始                            |
| 2020年   | 3月19日                                       | 新次元ゲイム ネプテューヌVII                                       | Nintendo Switch                             | ※DL版のみ                                                    |
| 2020年   | 8月6日                                        | ブイブイブイテューヌ                                               | PlayStation 4                               | 開発:FELISTELLA                                              |
| 2020年   | 9月17日                                       | アズールレーン クロスウェーブ                                      | Nintendo Switch                             | 共同開発:FELISTELLA                                          |
| 2020年   | 9月24日                                       | デート・ア・ライブ 連ディストピア                                  | PlayStation 4                               | 開発:スティング                                              |
| 2020年   | 11月5日                                       | 神獄塔 メアリスケルターFinale                                      | PlayStation 4 Nintendo Switch               |                                                              |
| 2020年   | 12月17日                                      | Go!Go!5次元GAME ネプテューヌ re★Verse                              | PlayStation 5                               |                                                              |
| 2020年   | 12月24日                                      | Death end re;Quest                                                 | Nintendo Switch                             | ※DL版のみ                                                    |
| 2021年   | 5月27日                                       | 竜星のヴァルニール                                                 | Nintendo Switch                             | ※DL版のみ                                                    |
| 2021年   | 9月16日                                       | 閃乱忍忍忍者大戦ネプテューヌ -少女達の響艶-                        | PlayStation 4                               | 開発:タムソフト ※2022年3月17日にNintendo Switch版発売        |
| 2022年   | 2月3日                                        | 限界凸旗 セブンパイレーツ H                                        | Nintendo Switch                             | 共同開発:FELISTELLA ※DL版のみ                                |
| 2022年   | 3月17日                                       | 閃乱忍忍忍者大戦ネプテューヌ -少女達の響艶-                        | Nintendo Switch                             | 開発:タムソフト                                              |
| 2022年   | 4月21日                                       | 超次元ゲイム ネプテューヌ Sisters vs Sisters                       | PlayStation 4 PlayStation 5                 | ※2023年8月10日にNintendo Switch版発売                        |
| 2022年   | 9月15日                                       | フェアリーフェンサー エフ Refrain Chord                            | Nintendo Switch PlayStation 4 PlayStation 5 | 開発:スティング                                              |
| 2023年   | 4月13日                                       | ドカポンキングダム コネクト                                        | Nintendo Switch                             | 開発:スティング                                              |
| 2023年   | 8月10日                                       | 超次元ゲイム ネプテューヌ GameMaker R:Evolution                    | Nintendo Switch PlayStation 4 PlayStation 5 |                                                              |
| 2024年   | 6月6日                                        | 東方スペルカーニバル                                               | Nintendo Switch PlayStation 4 PlayStation 5 | 共同開発:スティング                                          |
| 2024年   | 6月27日                                       | 爆走次元ネプテューヌ VS 巨神スライヌ                               | Nintendo Switch PlayStation 4 PlayStation 5 |                                                              |
| 2024年   | 9月19日                                       | Death end re;Quest Code Z                                          | Nintendo Switch PlayStation 4 PlayStation 5 | 共同開発:ナウプロダクション ※CERO：Z（18歳以上のみ対象）作品 |
| 2024年   | 11月28日                                      | 魔導物語 フィアと不思議な学校                                      | Nintendo Switch PlayStation 4 PlayStation 5 | 共同開発:スティング                                          |
| 2025年   | 5月29日                                       | スカーレッドサルベーション                                         | PlayStation 4 PlayStation 5 Steam           | 共同開発:ネイロ                                              |
| 2025年   | 6月26日                                       | 届けろ!戦え!カラミティエンジェルズ                                 | Nintendo Switch PlayStation 4 PlayStation 5 |                                                              |
| 2025年   | 8月21日                                       | 魔法司書アリアナ ～七英傑の書～                                    | Nintendo Switch PlayStation 4 PlayStation 5 | 共同開発:ハイド                                              |
| 発売未定 |                                               | ザレスタ                                                           | Nintendo Switch PlayStation 4 PlayStation 5 | 共同開発:エムツー                                            |
| 発売未定 | ネプテューヌシリーズ ナンバリング最新作（仮） | 未公表                                                             |                                             |                                                              |

### Microsoft Windows
| 発売年 | 発売日   | タイトル                                                           | 移植                                       | 発売                                       |
| ------ | -------- | ------------------------------------------------------------------ | ------------------------------------------ | ------------------------------------------ |
| 2013年 | 10月3日  | アガレスト戦記                                                     | Laughing Jackal                            | Ghostlight                                 |
| 2014年 | 4月17日  | アガレスト戦記ZERO                                                 | Laughing Jackal                            | Ghostlight                                 |
| 2015年 | 1月28日  | 超次次元ゲイム ネプテューヌRe;Birth1                               | Idea Factory International                 | Idea Factory International                 |
| 2015年 | 2月19日  | アガレスト戦記2                                                    | Laughing Jackal                            | Ghostlight                                 |
| 2015年 | 5月29日  | 超次次元ゲイム ネプテューヌRe;Birth2 SISTERS GENERATION            | Idea Factory International                 | Idea Factory International                 |
| 2015年 | 8月4日   | フェアリーフェンサー エフ                                          | Idea Factory International（海外のみ販売） | Idea Factory International（海外のみ販売） |
| 2015年 | 10月31日 | 神次次元ゲイム ネプテューヌRe;Birth3 V CENTURY                     | Idea Factory International                 | Idea Factory International                 |
| 2016年 | 7月5日   | 新次元ゲイム ネプテューヌVII                                       | Idea Factory International                 | Idea Factory International                 |
| 2017年 | 2月14日  | フェアリーフェンサー エフ ADVENT DARK FORCE                        | Idea Factory International                 | Idea Factory International                 |
| 2017年 | 6月13日  | 超次元大戦 ネプテューヌVSセガ・ハード・ガールズ 夢の合体スペシャル | Idea Factory International                 | Idea Factory International                 |

### アーケード
- のーコネパズル たころん（2007年2月稼動）

### モバイル
| 配信年 | 配信日                               | タイトル                                                                        | プラットフォーム                                        | 備考                      |
| ------ | ------------------------------------ | ------------------------------------------------------------------------------- | ------------------------------------------------------- | ------------------------- |
| 2009年 | 11月3日                              | たっち☆たころん                                                                 | iOS                                                     |                           |
| 2012年 | 8月30日                              | 神次元アプリ ネプテューヌ →まいにちコンパイルハート （2017年5月26日に名称変更） | Android/iOS                                             |                           |
| 2013年 | 2月14日                              | ネプテューヌコレクション                                                        | Android/iOS                                             | サービス終了              |
| 2013年 | 8月28日                              | ネプテューヌ きせかえっ!                                                        | Android                                                 | サービス終了              |
| 2014年 | Android:3月19日 iOS:5月15日          | アガレスト戦記 リアピアランス                                                   | Android/iOS HyperDevboxによる移植・発売                 |                           |
| 2015年 | 1月22日                              | アガレスト戦記ZERO Dawn of War                                                  | Android/iOS HyperDevboxによる移植・発売                 |                           |
| 2016年 | Android:6月29日 iOS:8月1日           | 限界凸騎 モンスターモンピース NAKED                                             | Android/iOS                                             | 2017年9月28日サービス終了 |
| 2019年 | 1月31日                              | メガミラクルフォース                                                            | Android/iOS 開発：ズー,アクセル 配信：NTTぷらら         | 2021年5月27日サービス終了 |
| 2020年 | Android/iOS:4月7日 DMM GAMES:5月21日 | 絵師神の絆                                                                      | Android/iOS,DMM GAMES 開発：ウインライト 配信：ルーデル | 2022年9月30日サービス終了 |

## 関連企業
- コンパイル - かつて存在したゲームメーカー。この会社のコンシューマゲームソフトの営業権を、現在はコンパイルハートが所有している。
- D4エンタープライズ - 旧コンパイルおよびアイキのゲームソフトの知的財産権を引き継いだ会社。コンパイルハートと業務提携を行い、権利の許諾を行った。
- アイディアファクトリー - コンパイルハートの親会社。
- セガホールディングス - コンパイルハートのゲームに対してキャラクター提供および販売協力を行っている。
- GENE Project - 2007年5月25日にディー・イー・エルとの共同で設立。
- HAPPY SEED - 2007年7月17日に設立。
- ルピナス - 2007年12月7日に設立。